# Cleptometopus sumatranus
Cleptometopus sumatranus là một loài bọ cánh cứng trong họ Cerambycidae.